# Suzana Pires
Suzana Pires de Carvalho (n. Río de Janeiro, Brasil; 13 de junio de 1976) es una actriz y guionista brasileña.

## Filmografía

### Trabajos en la televisión
- 2017 - TOC's de Dalila .... Sara Cintia
- 2017 - Os Trapalhões .... Janete
- 2015 - Reglas del juego .... Anfitriona
- 2013 - Flor del Caribe .... Safira/Aurora
- 2012 - Gabriela .... Glória[1]
- 2011 - Fina Estampa ..... Marcela Coutinho/Joana Coutinho[2]
- 2010 - Río del destino ..... Janaína
- 2010 - Força-Tarefa .... Sheyla
- 2009 - Acuarela del amor ..... Ivonnete
- 2008 - Malhação .... Dona Mercedes
- 2008 - Ó Paí Ó ..... Sarah
- 2008 - Casos e Acasos .... Regina
- 2008 - Faça sua História ..... Jennifer
- 2008 - A Turma do Didi .... Isa
- 2008 - Toma Lá, Dá Cá .... Mira/Jamile
- 2007 - Toma Lá, Dá Cá .... Repórter
- 2007 - Zorra Total .... Beth/Isabel/Laura
- 2007 - Paraíso Tropical - Isaura
- 2007 - Minha Nada Mole Vida .... Caroline
- 2007 - A Grande Família .... Graciela
- 2007 - Sob Nova Direção ..... Dra. Sura
- 2006 - Os Amadores ..... Martha
- 2006 - A Diarista .... Cleptomaníaca
- 2006 - Carga Pesada .... Inês
- 2005 - Linha Direta ..... Cidinha Campos
- 2004 - Sítio do Picapau Amarelo ..... Dona Joaninha (jovem)
- 2005 - Cilada ..... Suellen/Camille
- 2003 - Agora É que São Elas ..... Lia
- 1999 - Mulher ..... Isabela
- 1995 - Tocaia Grande ..... Arusa Skaff
- 1994 - Confissões de Adolescente] ..... Suelem

### Cine
- 2001: O Bolo (Cortometraje)
- 2004: Trindade
- 2005: Beijo de Sal (Cortometraje) como Luma Gioconda
- 2006: Mulheres do Brasil
- 2006: Cobrador: In God We Trust como Presentadora de TV
- 2007: Tropa de Elite como Dra. Marisa
- 2008: Polaróides Urbanas como pasajera
- 2011: Retrato Falhado (Cortometraje) como Luisa
- 2013: O Tempo e o Vento como Ana Terra (adulta)
- 2014: A Grande Vitória como Tereza
- 2015: Loucas pra Casar como Lúcia
- 2015: Casa Grande como Sônia Cavalcanti
- 2019: De Perto Ela Não é Normal como Suzie

### Teatro
- 1993: Julieta e a Chave dos Sonhos
- 1994: Baile na Curva
- 1995: A Lira dos Vinte Anos
- 1996: A Beira do Mar Aberto
- 1998: Do Outro Lado da Tarde
- 1999: O Banquete
- 2001: Assim Falou Zaratustra
- 2002: Bodas de sangue
- 2003: Branca como a neve
- 2004: Um Ensaio Aberto
- 2005: Madame
- 2006: De Perto Ela Não é Normal
- 2006: Do Outro Lado Da Tarde
- 2007: Toalete
- 2007: Clube da Comédia em Fé

### Como autora
- 2010-2011: Os Caras de Pau (como colaboradora)
- 2013: Flor do Caribe (como colaboradora)
- 2016-2017: Sol Nascente